# Брок (Пољска)
Брок (пољ. Brok) град је у Пољској у Војводству мазовском у Островском повјату. Налази се над реком Буг. По подацима из 2012. године број становника у месту је био 1983. Спада у најмања насеља са статусом града у Европи.
.

## Демографија
| 2012. |
| ----- |
| 1.983 |